# 普热梅希尔省
普熱梅希爾省（województwo przemyskie）是波蘭歷史上的一個省，始於1975年。1999年1月1日被併入喀爾巴阡山省。
1998年面積4,437平方公里。人口415,600人。首府普熱梅希爾。